# Leysin
Leysin – miejscowość i gmina (commune) w zachodniej Szwajcarii, w kantonie Vaud, w okręgu (district) Aigle. Leysin jest ośrodkiem sportów zimowych. Leży na wysokości 1253 m n.p.m. i zajmuje powierzchnię 18,57 km². Leży w dolinie Rodanu, w miejscu gdzie Alpy Fryburskie stykają się z Alpami Berneńskimi.
W pobliżu gminy leżą między innymi Jezioro Genewskie oraz szczyty Sommet des Diablerets, Grand Muveran, Tour d’Aï i Pic Chaussy. Najbliższym większym miastem jest Montreux.

## Historia
Nazwa miejscowości (w formie Leissin) pojawiła się po raz pierwszy w datowanym na 1276 r. dokumencie książąt Sabaudii, władających regionem Chablais przez 250 lat. Od czasów reformacji w XVI w. Leysin znajdował się we władaniu Berna aż do chwili uzyskania niezależności przez kanton Vaud w 1803 r. Najstarszymi pamiątkami z dawnych lat są drewniane zabudowania mieszkalno-gospodarcze, bogato zdobione ornamentami rzeźbionymi i malowanymi, zachowane przy głównej ulicy miejscowości oraz w Veyges i En Crettaz.

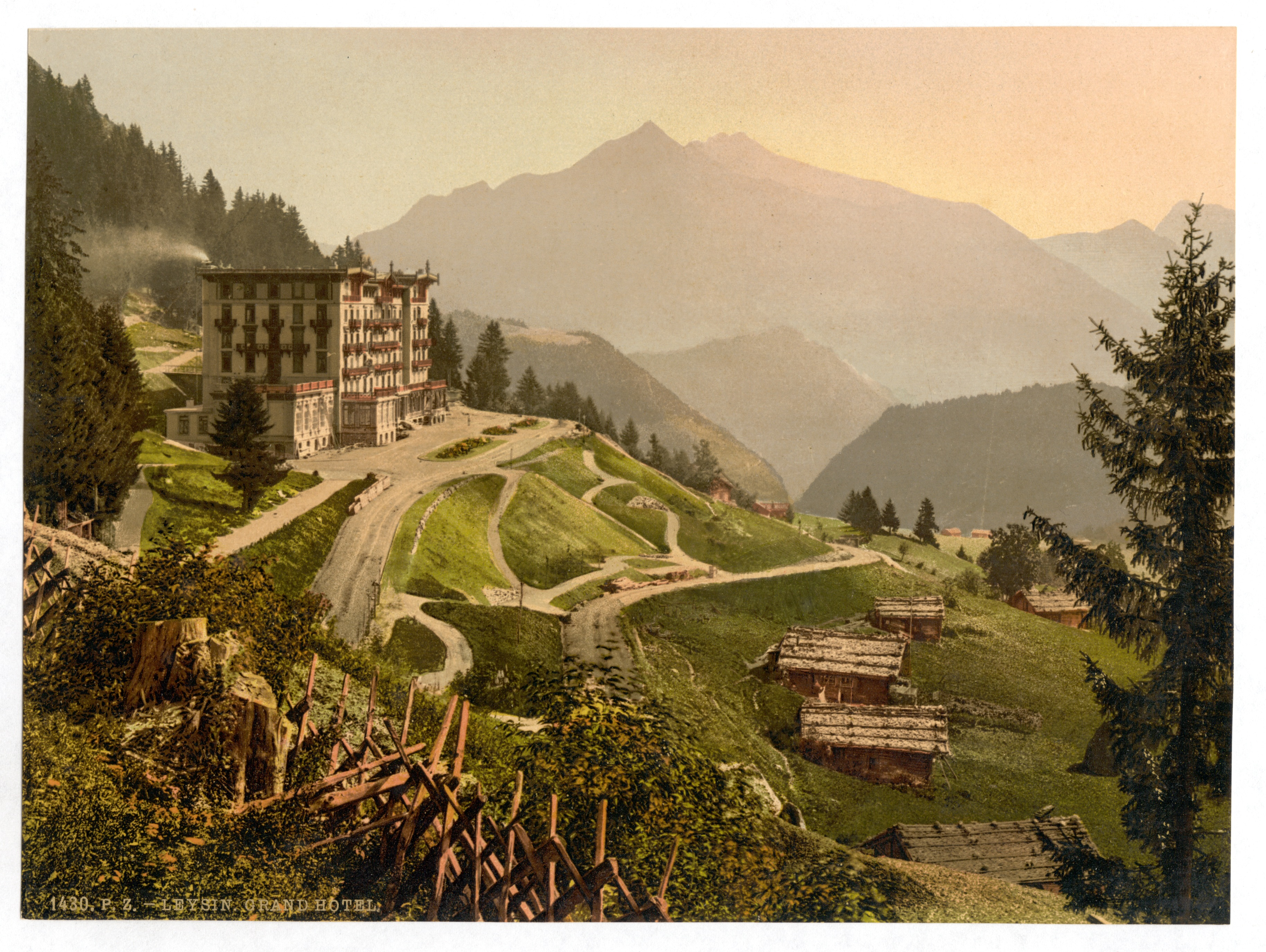
Grand Hotel w Leysin (1890-1900)

Pod koniec XIX w. Leysin, dzięki korzystnemu położeniu i specyficznemu mikroklimatowi, przekształca się w miejscowość kuracyjną. Zaczynają powstawać liczne szpitale i sanatoria, a Leysin na ponad 60 lat staje się znane jako jeden z najważniejszych szwajcarskich ośrodków leczenia gruźlicy. 
W Leysin-Feydey, w pensjonacie Pension de la Fôret, mieszkała od lutego do kwietnia 1925 r. z chorym na płuca mężem Zofia Nałkowska. Liczne kontakty z przebywającym tu międzynarodowym towarzystwem dały jej materiał do powieści pt. Choucas. W maju 1933 r. w sanatorium w Leysin przebywał na kuracji chory na gruźlicę pisarz Michał Choromański. Według danych szwajcarskich w końcu kwietnia 1933 r. przebywało tu 64 Polaków.
W latach II wojny światowej leczyli się tu m.in. chorzy na gruźlicę polscy żołnierze z oddziałów Wojska Polskiego internowanych w Szwajcarii po klęsce Francji w 1940 r. 27 z nich tu zmarło i zostało pochowanych na miejscowym cmentarzu przy Route des Larrets, ok. 3 km na południowy zachód od centrum Leysins. 1 listopada 1967 r. ówczesny Szef Urzędu Rady Ministrów, a jednocześnie Przewodniczący Rady Ochrony Pamięci Walk i Męczeństwa Janusz Wieczorek odsłonił na tym cmentarzu pomnik ku czci tych żołnierzy. Autorem pomnika jest Maciej Piotrowski, były żołnierz internowanej tu w czerwcu 1940 r. 2 Dywizji Strzelców Pieszych.
Od połowy lat 50. XX w., w związku ze znacznym spadkiem zachorowań na gruźlicę, Leysin zaczyna orientować się na turystykę i sporty zimowe, kierując swą ofertę głównie do rodzin z dziećmi. W latach 60. większość opustoszałych sanatoriów z charakterystycznymi rzędami skierowanych ku słońcu balkonów przebudowanych zostało na apartamenty lub na prestiżowe obecnie, międzynarodowe szkoły z internatami. Uczy się w nich młodzież z ponad 100 krajów świata. Dzięki nim 34% mieszkańców Leysin liczy nie więcej niż 19 lat.
W 2006 i 2008 r. rozgrywano tu zawody w ramach Pucharu Świata w snowboardzie.

## Demografia
W Leysin mieszka 3618 osób. W 2021 roku 50,4% populacji gminy stanowiły osoby urodzone poza Szwajcarią. 

## Galeria

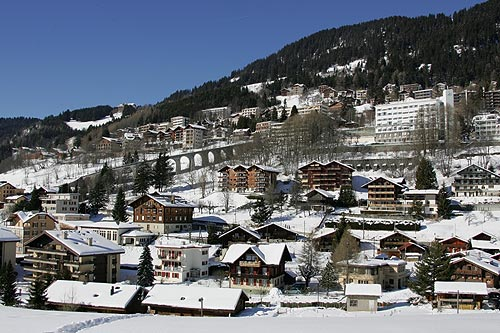
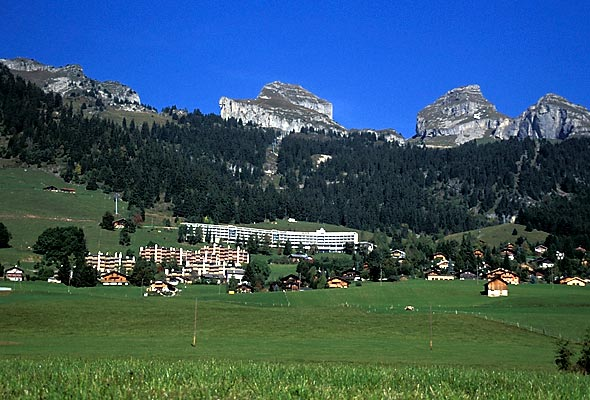
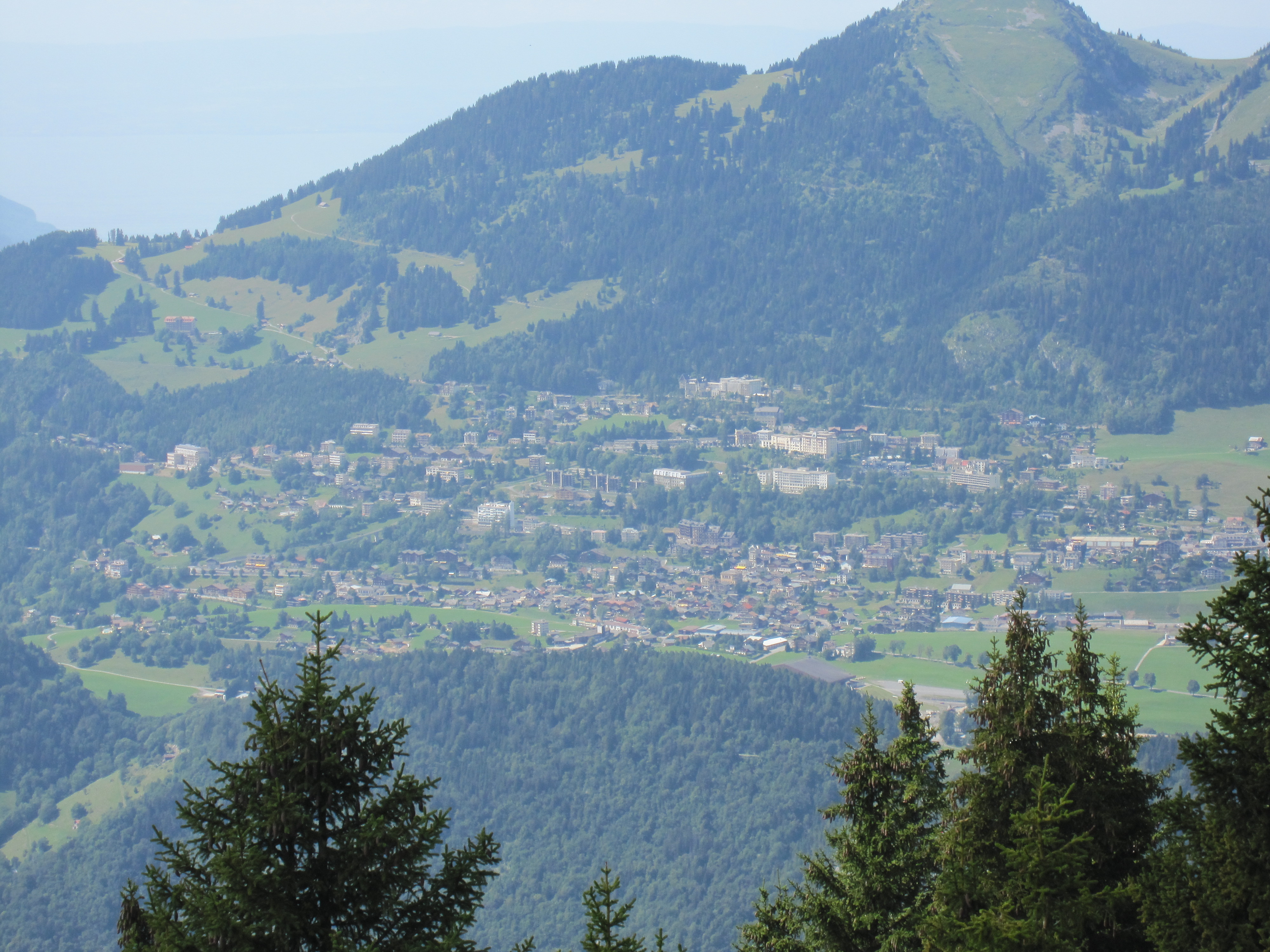
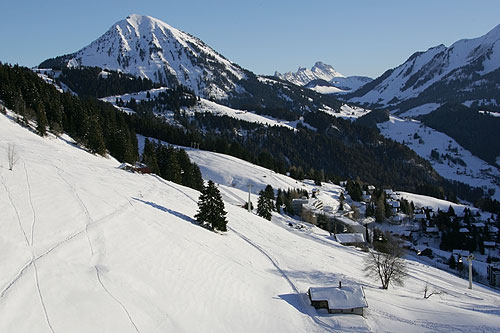